# Daniel Sánchez Arévalo
Daniel Sánchez Arévalo (Madrid, 24 juni 1970) is een Spaans filmregisseur en scenarioschrijver.

## Filmografie

### Als regisseur
Uitgezonderd korte films.
| Jaar | Film                     |
| ---- | ------------------------ |
| 2006 | Azuloscurocasinegro      |
| 2009 | Gordos                   |
| 2011 | Primos                   |
| 2013 | La gran familia española |
| 2016 | En tu cabeza             |
| 2019 | Diecisiete               |

- Biblioteca Nacional de España: XX1271990
- Bibliothèque nationale de France: cb15580088m (data)
- Catàleg d'autoritats de noms i títols de Catalunya: 981058519278106706
- Gemeinsame Normdatei: 137055609
- International Standard Name Identifier: 0000 0001 2141 4606
- Library of Congress Control Number: no2007077587
- Nationale Bibliotheek van Tsjechië: xx0189234
- Nationale Bibliotheek van Israël: 987007414010905171
- Nederlandse Thesaurus van Auteursnamen: 305642685
- Système universitaire de documentation: 130405809
- Virtual International Authority File: 81298883
- WorldCat: E39PBJjhBwBwJqBF3kQ9DBKw4q